# Where Do We Go from Here?
Albums de Robin Foster
Life Is Elsewhere
(2008) PenInsular
(2013)
Where Do We Go from Here? est le deuxième album solo du compositeur Robin Foster.
On y retrouve les ambiances post-rock et cinématographique chères à Robin Foster mais également des chansons grâce à la participation de Dave Pen et Ndidi O.